# Křepelka polní

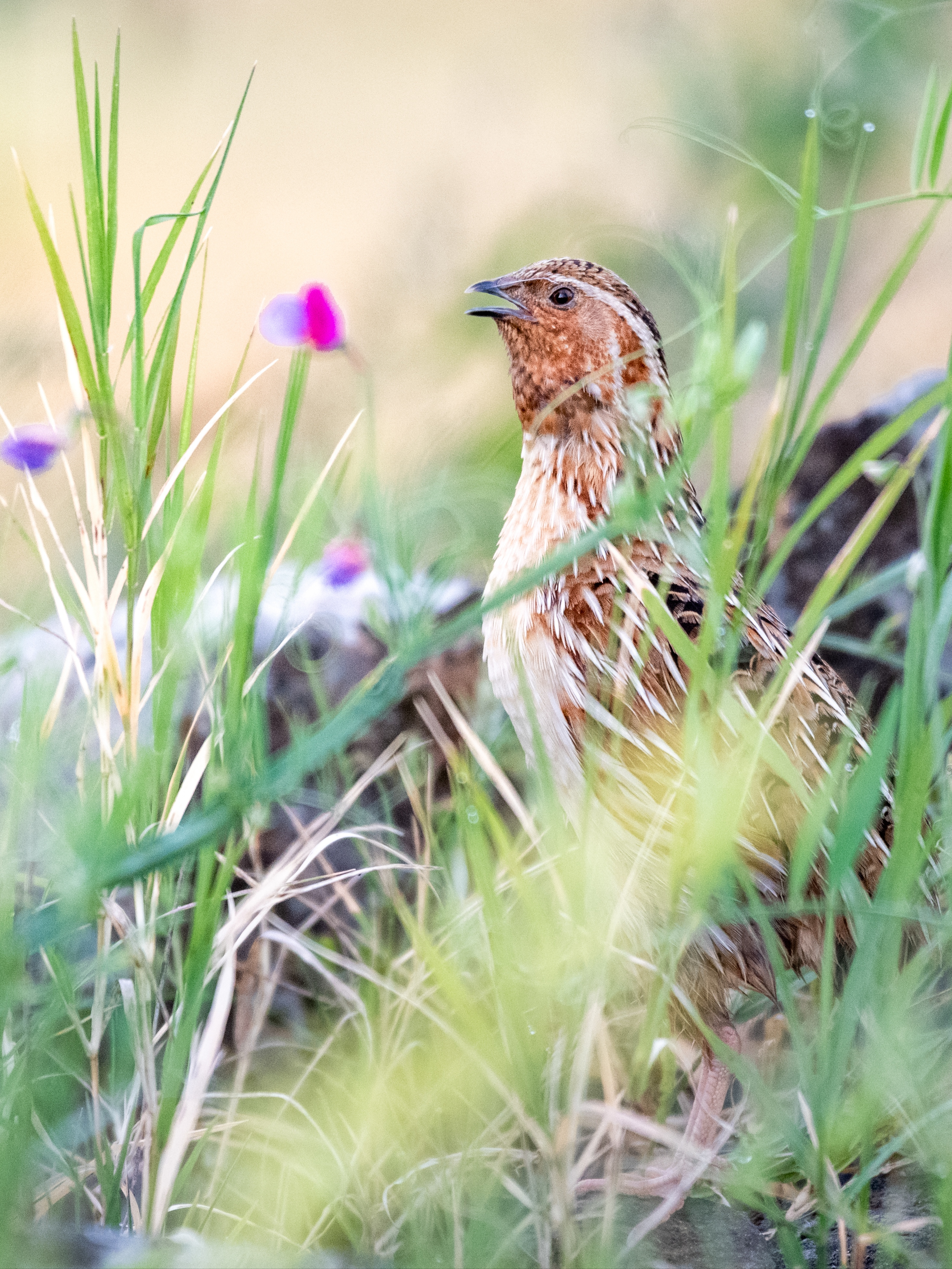
Volající pták v typickém prostředí

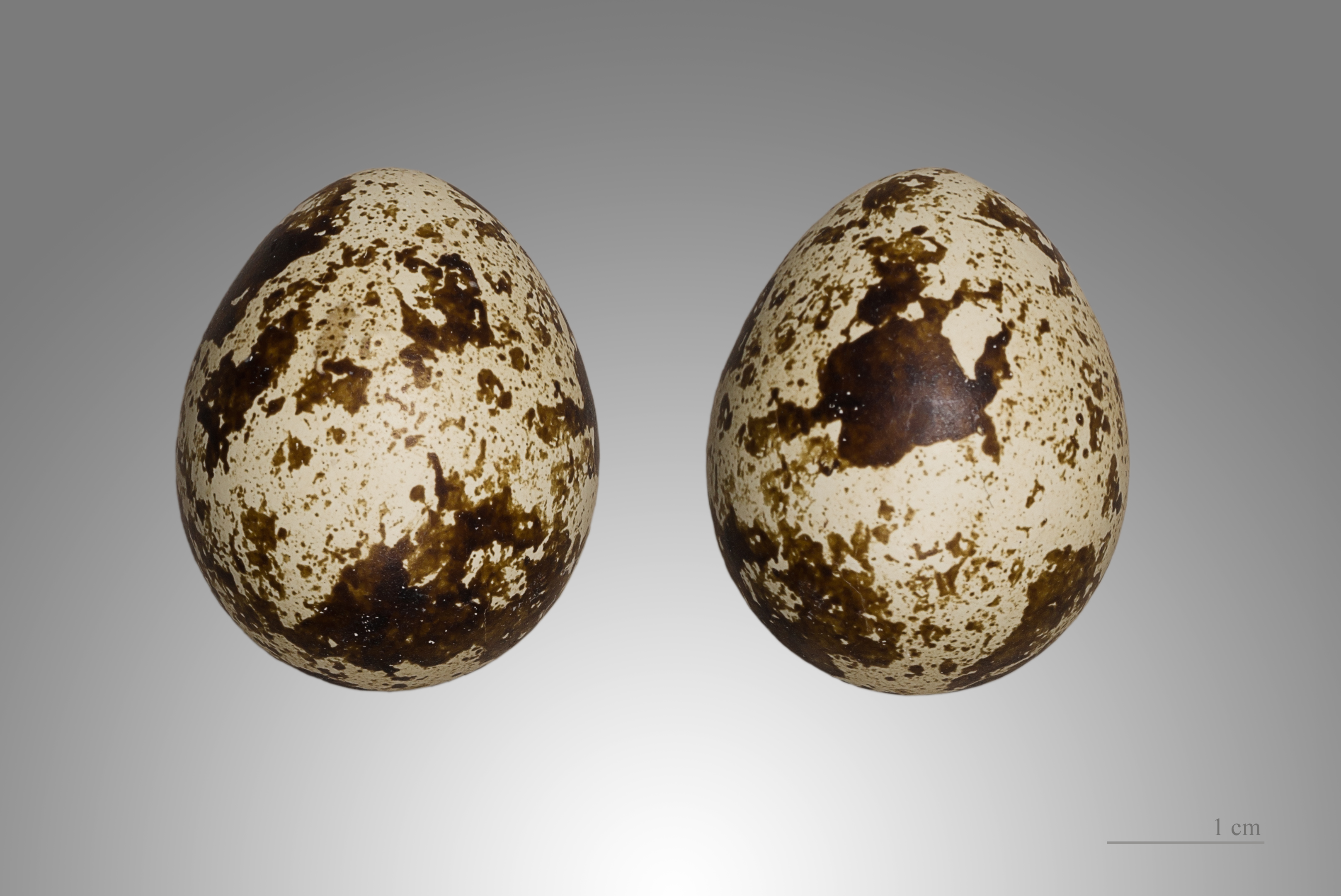
Vejce křepelky polní

Křepelka polní (Coturnix coturnix) je nejmenší evropský zástupce řádu hrabavých a čeledi bažantovitých. Zároveň je jediným vysloveně stěhovavým hrabavým ptákem v Evropě.

## Vzhled
Křepelka má zavalité tělo s malou hlavou, krátkýma nohama i ocasem a zakulacenými, poměrně dlouhými křídly. Na hlavě má výrazné, i když poměrně malé oči a silný, lehce zahnutý zobák. Dosahuje délky těla 18–22 cm a hmotnosti 91–130 g. Je nenápadně zbarvená – světlehnědá se světlejším břichem. Peří na hřbetě je pokryté tmavohnědými skvrnami, na bocích má bělavé proužky, na hlavě bývá vyvinuta tmavá „čepička“. Samci mají černý pruh uprostřed hrdla.

## Hlas
V době toku se sameček křepelky ozývá charakteristickým, daleko slyšitelným trojslabičným voláním, které lze vyjádřit slovy „pik per vik“. Snad ve všech zemích, kde se křepelky vyskytují, bývá jejich hlas převáděn do lidské řeči. V češtině křepelka volá „pět peněz“ nebo „pojď pod mez“, v němčině „Bück den Rück“ nebo „Bitt für uns“, v angličtině „Whet my feet“, v srbochorvatštině „Puć puruć“, v maďarštině „Pity palaty“ a latinsky, podle Alberta Velikého, „Dic, cur hic“.

## Rozšíření
Křepelka polní hnízdí roztroušeně v celé Evropě od jižní části Britských ostrovů po Řecko a Ural, vyhýbá se vysokým horám (Alpy, Karpaty, Kavkaz) a souvislým lesním porostům. Na východ zasahuje do Asie, kde žije v Turecku, Íránu, Afghánistánu a severní Indii, ale také v Kazachstánu, Mongolsku a na jižní Sibiři, východní hranici jejího rozšíření tvoří Bajkal. Vyhýbá se vysokým horám a pouštím. Izolovaná populace, někdy vyčleňovaná jako samostatný poddruh, žije v savanách východní a jižní Afriky. Africké křepelky nejsou na rozdíl od evropských a asijských ptáků stěhovavé.
V České republice hnízdí po celém území především v nižších polohách, byla však zaznamenána i na hřebeni Krkonoš a Hrubého Jeseníku. Celková početnost byla v letech 2001–2003 odhadnuta na 5000–10 000 párů.
K hnízdění vyhledává otevřenou zemědělskou krajinu s pastvinami a obilnými poli, případně lesostepi.

## Migrace
Křepelka polní je jedním z mála typicky stěhovavých druhů ptáků z řádu hrabavých. Křepelky z České republiky odlétají na konci srpna a v průběhu září, vracejí se zpravidla v průběhu dubna. Evropské křepelky zimují v severní Africe, hlavně v Maroku a v oblasti Sahelu. Křepelky z asijských populací zimují v jižní Indii a na Srí Lance. Před odletem křepelky zkonzumují velké množství potravy, což se projevuje zvýšením hmotnosti a vytvořením tukové vrstvy pod kůží. Ta pro migrující ptáky představuje energetickou rezervu. 
Podle staré pověry je každé hejno táhnoucích křepelek vedeno jedním chřástalem polním, proto se chřástal jmenuje německy der Wachtelkönig (tj. král křepelek). Migrace chřástalů a křepelek se sice odehrává přibližně ve stejnou dobu a oba druhy táhnou především v noci, společný tah v jednom hejnu však pozorován nebyl.

## Rozmnožování
Na rozdíl od příbuzné koroptve je křepelka polní polygamní druh. Kohoutci začínají tokat krátce po příletu na hnízdiště. Kohoutci jsou v toku velmi agresívní a bojují mezi sebou. Toho využívají lidé např. v Ázerbájdžánu a Íránu ke křepelčím zápasům, které jsou méně krvavou obdobou kohoutích zápasů. Počátkem června klade slepička 8–14 žlutohnědých, tmavě kropenatých vajec. Hnízdo tvoří pouze důlek vyslaný suchými stébly, případně trochou peří. Inkubace trvá 17 dní, pak se líhnout mláďata, jejichž prachový šat má podobně kropenaté zbarvení jako skořápka vajec. Mláďata jsou, jako u všech hrabavých, nekrmivá, matka je vodí asi 30 dnů, poté se osamostatňují. Kohoutek se nepodílí na péči o mláďata.

## Potrava
Potravu mláďat tvoří především měkký hmyz a pavouci, u dospělých postupně podíl hmyzu v potravě klesá ve prospěch rostlinné složky, jíž tvoří především semena trav a jiných rostlin, případně listy a květy.

## Ochrana
Křepelka polní (silně ohrožený druh dle vyhlášky 395/1192Sb.) je hodnocena jako ubývající druh. Ohrožuje ji zejména lov, zejména v době tahu ve středomořské oblasti. V České republice křepelka není lovným druhem. V hnízdní době ji ohrožuje, podobně jako chřástala polního (silně ohrožený dle vyhlášky 395/1192Sb.) a koroptev polní (ohrožený druh dle vyhlášky 395/1992Sb.), zejména necitlivé vyžínání lučních porostů v červnu (mělo by se provádět až v červenci nebo počátkem srpna a v podhůří nejlépe až v polovině srpna).
Dle §5 odst. 3 zákona 114/1992Sb. by se měli zemědělci vyhýbat místům kde se křepelky nachází a posekat je až později (citace: „Fyzické a právnické osoby jsou povinny při provádění zemědělských, lesnických a stavebních prací, při vodohospodářských úpravách, v dopravě a energetice postupovat tak, aby nedocházelo k nadměrnému úhynu rostlin a zraňování nebo úhynu živočichů nebo ničení jejich biotopů, kterému lze zabránit technicky i ekonomicky dostupnými prostředky. Orgán ochrany přírody uloží zajištění či použití takovýchto prostředků, neučiní-li tak povinná osoba sama.“).
Z Rozhodnutí MŽP Č. j.: MZP/2019/570/621 lze citovat, že „plochy, které jsou biotopem zvláště chráněných druhů v kategorii silně ohrožené a kriticky ohrožené, musí být obdělávány tak, aby nebyly v rozporu se zákazy k jejich ochraně, jinak jen pokud by byla povolena výjimka; vyloučení zvláštní ochrany pro běžné obhospodařování podle §50 odst. 3 zák. 114/1192Sb., kdy stačí stanovisko ke způsobu a době zásahu, se týká pouze zvláště chráněných druhů v kategorii ohrožený.“. Případně je třeba žádat o výjimku dle §56 114/1992Sb.

## Vztah k lidem
| w |

V egyptských hieroglyfech představuje obrázek křepelky hlásku w nebo u, podle některých názorů však tímto ptákem není křepelka, ale spíše kulík nilský (Pluvianus aegyptius). Migrující křepelky jsou místy, např. v Řecku, na Maltě či v Egyptě ve velkém chytány do sítí a konzumovány, vyrábějí se z nich dokonce i masové konzervy. Bylo tomu tak odedávna. Ve Starém zákoně (Ex. 16:1–13) se vypráví o zázračném příletu křepelek, který zachránil hladovějící Izraelity v Sinajské poušti před smrtí hladem.
Napodobené křepelčí volání se jako motiv objevuje často i ve vážné hudbě, využili jej např. český skladatel Leopold Koželuh nebo německý skladatel Ludwig van Beethoven (6. Symfonie - Pastorální) a Rakušan Joseph Haydn.